# Opogona brunneomarmorata
Opogona brunneomarmorata är en fjärilsart som beskrevs av Thomas Vernon Wollaston 1879. Opogona brunneomarmorata ingår i släktet Opogona och familjen äkta malar. Inga underarter finns listade i Catalogue of Life.